# اسید پینولنیک
اسید پینولنیک (به انگلیسی: Pinolenic acid) با فرمول شیمیایی C۱۸H۳۰O۲ یک ترکیب شیمیایی با شناسه پاب‌کم ۵۳۱۲۴۹۳ است. که جرم مولی آن ۲۷۸٫۴۲۹۶ g/mol می‌باشد. 